# ザ・ディープ (1977年の映画)
『ザ・ディープ』（原題：The Deep）は、1977年制作のアメリカ合衆国・イギリスの映画。
原作はピーター・ベンチリーの小説。ピーター・イェーツ監督、ロバート・ショウ、ジャクリーン・ビセット、ニック・ノルティらが出演。主題歌はドナ・サマーの「Down Deep Inside」。1977年の全米興行収入第7位。

## あらすじ
バミューダ諸島にハネムーンにやってきたデヴィッドとゲイルは、スキューバダイビング中に海底で偶然2隻の沈没船を発見、スペイン銀貨と思しき貴婦人の肖像が彫られたメダルと黄色い液体の入ったガラスのアンプルを持ち帰った。
その夜、宝石商のデュポンと名乗る男が2人の前に現れ、彼らが見つけたアンプルを買い取りたいと申し出てきた。2人がそんなものは知らないとシラを切ると、デュポンは諦めて引き下がった。翌日、地元の図書館でスペイン銀貨について調べるうちに、地元で世捨て人のような暮らしをしている海洋のプロ・ローマー・トリースの存在に行き当たる。沈没船に詳しいというトリースの話を聞くため、彼の住まいを訪ねた2人だったが、トリースからメダルについては沈没船の財宝ではないと冷淡な対応をされて追い返される。
その帰途2人は突然、謎の男たちに拉致される。目隠しをされ一軒の廃屋に連れ込まれた2人の前にデュポンが現れる。彼の正体は、麻薬を扱う暗黒街のボス・クローシュだった。彼は2人にアンプルを渡すよう迫るが、アンプルはトリースによって密かに盗み取られていた。2人はクローシュからこの件を忘れて帰国しろと脅された上で解放される。
2人はトリースを問い詰めるべく再び彼のもとを訪ねる。トリースは2人を伴って港へ行き、そこで働く老水夫・アダム・コフィンに引き会わせる。コフィンは件のアンプルを見ると激しく動揺する。アンプルは第二次大戦中に難破した貨物船・ゴライアス号の積み荷で、中身の黄色い液体は麻薬のモルヒネであった。アダムはゴライアス号唯一の生き残りだった。クローシュ一味が狙っているのは、その数数万本といわれるモルヒネだったのである。麻薬を憎むトリースは大量のモルヒネをクローシュ一味に渡さぬ為に、ゴライアス号を爆破しようとしていた。
ゴライアスが爆破されてしまっては、そこに眠っているかも知れない財宝探しも諦めなくてはならなくなる。デヴィッドは爆薬を仕掛ける為に潜るトリースに同行し、2隻の沈没船の周りをもう一度探しまわる。その結果、スペイン王の財宝の存在を裏付ける鍵となるものを発見。トリースはクローシュ一味の目を眩ますために、大量のモルヒネアンプルを囮に利用する事を思いつく。
クローシュと取引したトリースは、回収した大量のモルヒネアンプルを自宅の灯台に隠し、爆薬を仕掛ける。一味の目をそこに釘付けにしておいて、3人は財宝探しに没頭する。クローシュはモルヒネ以外にも何かがある事に気付き、のけ者にされて不貞腐れているアダムに接近。
やがて、同じ場所に沈む2隻の沈没船と、スペイン王の財宝の謎が明かされていく。

## キャスト
| 役名                   | 俳優                               | 日本語吹替           | 日本語吹替                    |
| 役名                   | 俳優                               | 機内上映版           | テレビ朝日版                  |
| ---------------------- | ---------------------------------- | -------------------- | ----------------------------- |
| ゲイル・バーク         | ジャクリーン・ビセット             | 鈴木弘子             | 平井道子                      |
| デヴィッド・サンダース | ニック・ノルティ                   | 金内吉男             | 有川博                        |
| スレーク               | ディック・アンソニー・ウィリアムズ | 笹岡繁蔵             | 幹本雄之                      |
| ローマー・トリース     | ロバート・ショウ                   | 大塚周夫             | 穂積隆信                      |
| ロナルド               | アール・メイナード                 | 安田隆               | 台詞なし                      |
| ワイリー               | ボブ・マイナー                     | 台詞なし             | 台詞なし                      |
| ヘンリー・クローシュ   | ルイス・ゴセット・ジュニア         | 内海賢二             | 内海賢二                      |
| アダム・コフィン       | イーライ・ウォラック               | 真木恭介             | 槐柳二                        |
| ハーバーの監督         | テディ・タッカー                   | 加藤正之             | 上田敏也                      |
| ケビン                 | ロバート・テシア                   | 飯塚昭三             | 飯塚昭三                      |
| ジョンソン             | リー・マクレーン                   |                      |                               |
| メイト                 | ピーター・ベンチリー               |                      |                               |
| 日本語版スタッフ       |                                    |                      |                               |
| 演出                   |                                    | 河村常平             | 山田悦司                      |
| 翻訳                   | 野中重雄（字幕翻訳）               | 入江敦子             | 宇津木道子                    |
| 効果                   |                                    | TFCグループ          | 大野義信                      |
| 選曲                   |                                    | N/A                  | 東上別符精                    |
| 担当                   |                                    | 安斎久司             |                               |
| 調整                   |                                    | 平野富夫             | 山田太平                      |
| 制作                   |                                    | 東北新社             | 日米通信社                    |
| 解説                   |                                    | N/A                  | 淀川長治                      |
| 初回放送               |                                    | 1978年5月28日 に製作 | 1980年8月3日 『日曜洋画劇場』 |

※日本語吹替版は共にソフト未収録